# Стазе љубави
Стазе љубави (шп. Las vías del amor) мексичка је теленовела, продукцијске куће Телевиса, снимана током 2002. и 2003.
У Србији је приказивана током 2003. и 2004. на телевизији Пинк.

## Синопсис
Перла је сиромашна девојка која има дар да предвиђа будућност. Ради код дон Херонима, који је смртно заљубљен у њу. Он наређује да убију Перлиног дечка како би је присилио да му постане жена. Перла се удаје за Херонима, али током прве брачне ноћи њега убија умно поремећени син Енрике, који је такође заљубљен у очеву жену, а за убиство окривљује Перлиног оца Фидела. Перла са оцем бежи у главни град, где у познаје Габријела и они се заљубљују једно у друго, али им велику препреку представља његова девојка Соња. Херонимов брат Себастијан жели да освети његову смрт, па је за петама Фиделу, али и Перли, за коју верује да је очев саучесник. Целу причу додатно компликује Габријелов пријатељ Адолфо, за ког се касније испоставља да је његов давно изгубљени брат, који се такође заљубљује у Перлу.

## Улоге
| Глумац:              | Улога:                           |
| -------------------- | -------------------------------- |
| Арасели Арамбула     | Перла Гутијерез                  |
| Хорхе Салинас        | Габријел Кезада                  |
| Данијела Ромо        | Летисија Лети                    |
| Енрике Роча          | Себастијан                       |
| Хосе Карлос Руиз     | Фидел                            |
| Саша Монтенегро      | Каталина Валенсија               |
| Нурија Бахес         | Олга                             |
| Бланка Санчез        | Артемиса де Кезада               |
| Абрахам Рамос        | Енрике                           |
| Габријел Сото        | Адолфо Ласкуараин Николас Кезада |
| Марта Хулија         | Сандра Ирибарен                  |
| Моника Досет         | Маријела                         |
| Елизабет Алварез     | Соња                             |
| Мануел Имаз          | Росаура                          |
| Алфредо Адаме        | Рикардо Домингез                 |
| Патрисија Навидад    | Росио                            |
| Рафаел Амаја         | Пабло Ривера Пако                |
| Хулио Алеман         | Алберто Бетанзос                 |
| Дулсе Патрисија      | Бетанзос                         |
| Паола Тревињо        | Андреа                           |
| Раул Очоа            | Ернесто                          |
| Маргарита Магања     | Алисија Бетанзос                 |
| Хорхе Консехо        | Естебан                          |
| Дијана Голден        | Констанса                        |
| Руди Казанова        | Елмер                            |
| Марио Касиљас        | Херонимо                         |
| Клаудија Трој        | Клаудија Хименез                 |
| Ерика Гарсија        | Лолита                           |
| Ивон Монтеро         | Дамјана Мадона                   |
| Серхио де Фасио      | Елој                             |
| Есперанса Рендон     | Гладис                           |
| Марија Прадо         | Азалија                          |
| Флоренсија де Сарачо | Памела Фернандез                 |
| Едуардо Куерво       | Педро Бетанзос                   |
| Фернанда Кастиљо     | Моника Лојола                    |
| Рикардо Маргалеф     | Бруно                            |
| Боби Лариос          | Хулијан де ла Колина             |
| Мануел Бенитез       | Хоакин                           |
| Арчи Ланфранко       | Алан Милер                       |
| Марко Мендез         | Оскар Мендез                     |
| Алеида Нуњез         | Луси                             |
| Хосе Луис Ресендез   | жиголо                           |
| Родриго Руиз         | Талибан                          |
| Рикардо Силва        | Ериберто                         |
| Серхио Кастиљо       | Алехо                            |
| Карлос Спејсер       | Пепе Атилано                     |
| Роберто Марин        | Мигел                            |
| Карина Мора          | Клара                            |